# Kristers Zoriks
Kristers Zoriks (Dobele, 25 maggio 1998) è un cestista lettone.

## Palmarès

### Squadra
- Campionato lettone: 3

VEF Riga: 2020-2021, 2021-2022, 2022-2023
- Lega Lettone-Estone: 1

VEF Rīga: 2021-2022
- Coppa di Lettonia: 2

VEF Riga: 2022, 2023

### Individuale
- LBL MVP finali: 1

VEF Riga: 2021-2022